# Castelbianco
Castelbianco är en kommun i provinsen Savona, i regionen Ligurien, Italien. Kommunen hade 319 invånare (2018) och gränsar till kommunerna Arnasco, Erli, Nasino, Onzo, Vendone och Zuccarello. 